# Luiziana
Luiziana är en kommun i Brasilien.   Den ligger i delstaten Paraná, i den södra delen av landet, 1 100 km söder om huvudstaden Brasília. Antalet invånare är 7 317.
Trakten runt Luiziana består till största delen av jordbruksmark. Runt Luiziana är det mycket glesbefolkat, med 7 invånare per kvadratkilometer.